# (Nie) Tylko taniec
(Nie) Tylko taniec (ang. Dance Flick) – amerykańska komedia z 2009 roku, w reżyserii Damiena Dantego Wayansa. Film jest parodią wielu popularnych filmów muzycznych takich jak np. Step Up: Taniec zmysłów, Lakier do włosów, W rytmie hip-hopu czy High School Musical.

## Obsada
- Shoshana Bush – Megan White
- Damon Wayans Jr. – Thomas
- Essence Atkins – Charity
- Affion Crockett – A-Con
- Shawn Wayans – Baby Daddy
- Amy Sedaris – Panna Cameltoé
- David Alan Grier – Sugar Bear
- Chelsea Makela – Tracy Transfat
- Brennan Hillard – Jack
- Chris Elliott – Ron White
- Lochlyn Munro – Trener
- Christina Murphy – Nora
- Marlon Wayans – Pan Moody
- Kim Wayans – Panna Dontwannabebothered
- Keenen Ivory Wayans – Pan Stache
- Craig Wayans – Truck
- Ross Thomas – Tyler Gage
- George O. Gore II – Ray
- Lauren Bowles – Glynn White

## Parodie
- Footloose
- Chappelle’s Show
- W rytmie hip-hopu
- Rewanż
- Krok do sławy
- Step Up: Taniec zmysłów
- Flashdance
- Step Up 2
- Lakier do włosów
- Deszczowa piosenka
- Dirty Dancing
- Mamma Mia!
- Mała miss
- Króliczek
- Miasto gniewu
- Taniec ostatniej szansy
- Jęk czarnego węża
- High School Musical
- Sława
- Honey
- Dziewczyny z drużyny
- Światła sceny
- Zmierzch
- Życie na wrotkach
- Notorious
- Supersamiec
- Kobieta-Kot
- 1 Night in Paris
- Ray
- Sklepik z horrorami i Dreamgirls
- Edward Nożycoręki
- Zaczarowana i/lub Królewna Śnieżka i siedmiu krasnoludków
- Oszukać przeznaczenie (seria)
- Najlepsi tancerze Ameryki
- Wygrane marzenia
- You Can Dance – Po prostu tańcz
- ATL
- Agenci bardzo specjalni
- Alicja w Krainie Czarów
- Chata wuja Toma
- Dreamgirls
- Alfie